# マルクス・ヘーラルツ (父)
マルクス・ヘーラルツ（Marcus Gheeraerts、姓はGerard や Garretとも、1520年頃 – 1590年）はフランドル生まれの画家、版画家である。宗教的な迫害を逃れて、テューダー朝のイングランドに移って活躍した画家、版画家の一人で、同名の息子、マルクス・ヘーラルツ(Marcus Gheeraerts the Younger: 1561/62–1636)は肖像画家としてイギリスで人気を得た。

## 略歴
フランドルのブルッヘで生まれた。画家父親が亡くなった後、母親と再婚した画家のSimon Pietersから絵を学んで、ブルッヘで画家として働いていたと考えられている。宗教的迫害を逃れてイギリスに渡ったのは1568年のことで、幼い息子のマルクスと工房の助手を伴った。ブルッヘに残した妻が亡くなった後、ロンドンで、アムステルダムからイギリスに移ってきた画家でエリザベス1世の宮廷画家を務めていた John de Critz(1551/2–1642)の娘と再婚した。8年間ほど、イギリスで働いた後、フランドルに戻り、1577年にはアントウェルペンに住んでいたとされる。息子のマルクスはロンドンの画家組合のメンバーとして活動していて、娘のサラーも、ロンドンのユグノーの肖像画家、アイザック・オリヴァー（Isaac Oliver: c.1565–1617)と結婚し、イギリス市民権を得ていたので、ロンドンとは強いつながりを保っていて、おそらくロンドンで没したと考えられている。
肖像画や宗教画も描いたが、ヘーラルツは特に版画家として特に活躍した。木版画がおもに作られていた当時のイギリスに精密な銅版画の技術をもたらしたとされる。優れた版画家でもあったピーテル・ブリューゲルのスタイルを引き継いでいて、鳥や動物を描いた作品で知られていた。

## 作品

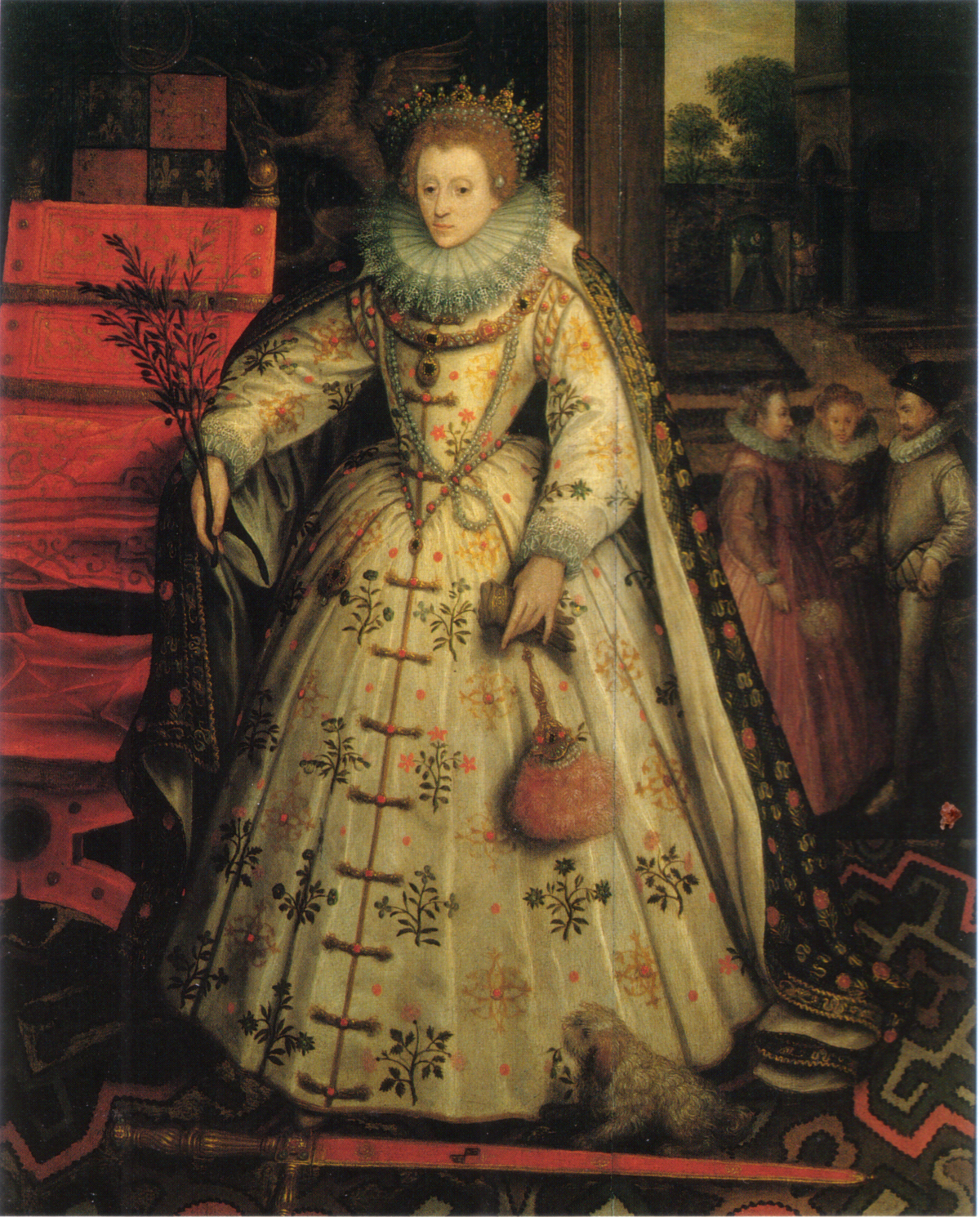
エリザベス1世の肖像画(1580/1585)
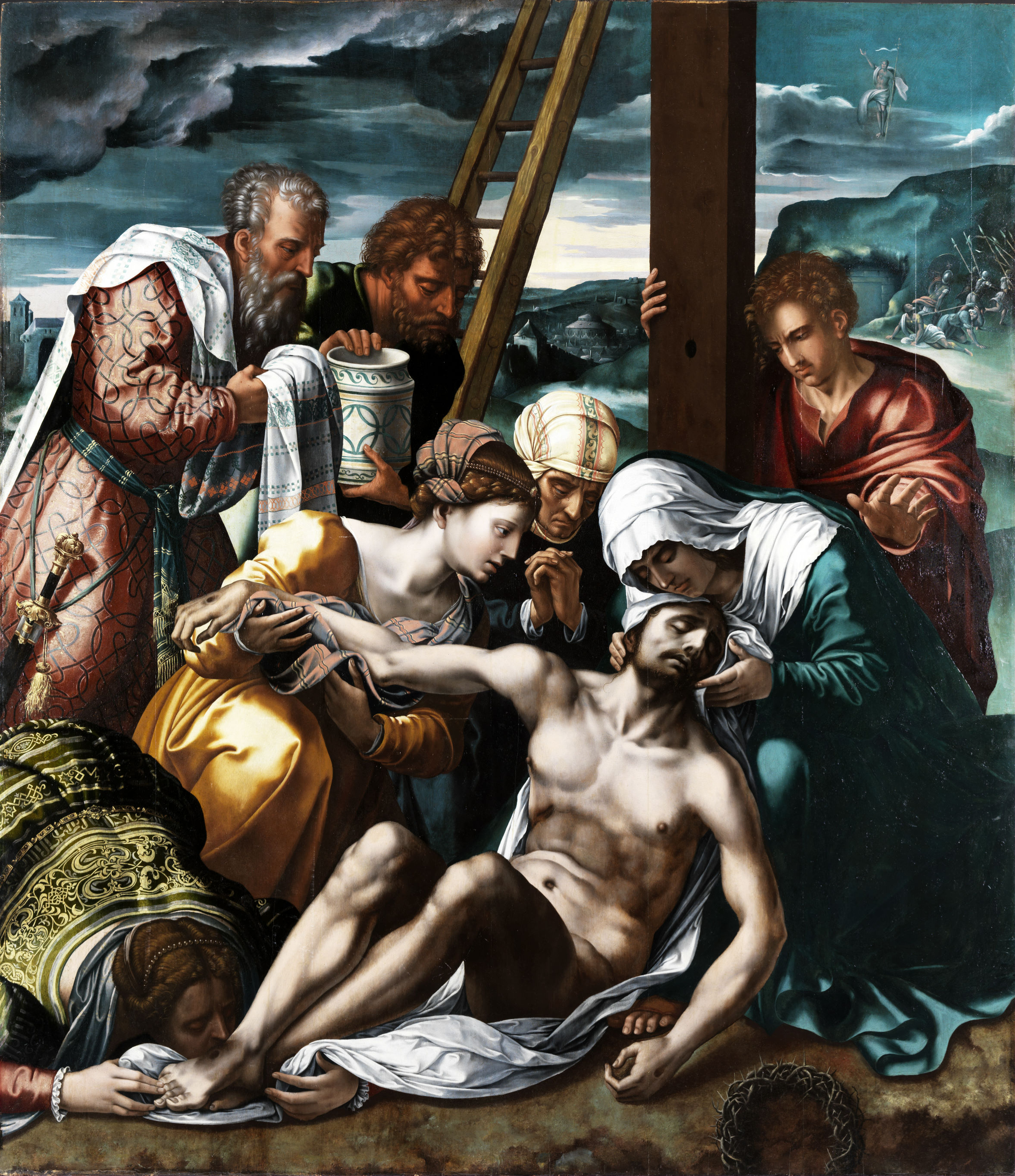
キリストの哀悼
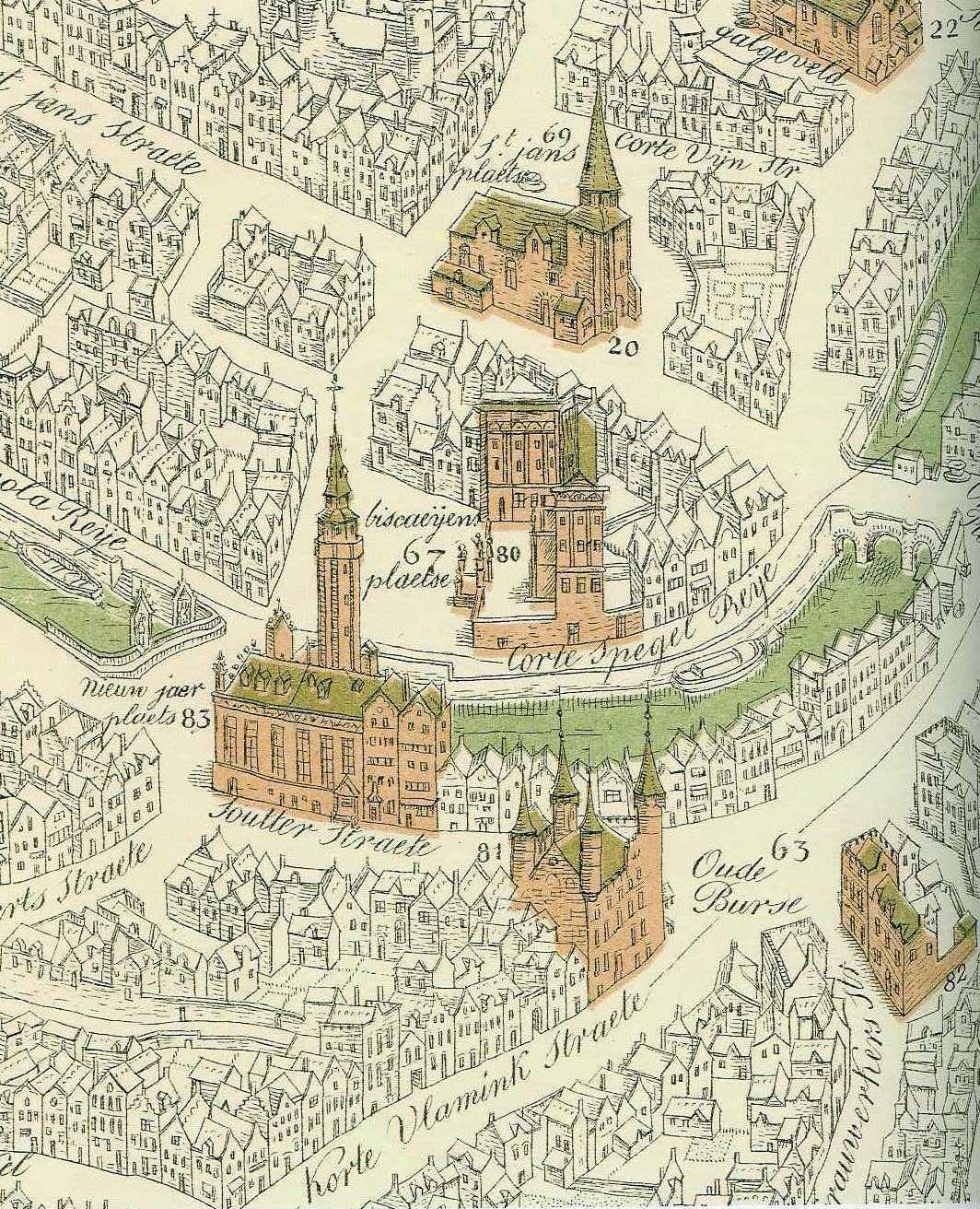
ブルッヘの鳥観図
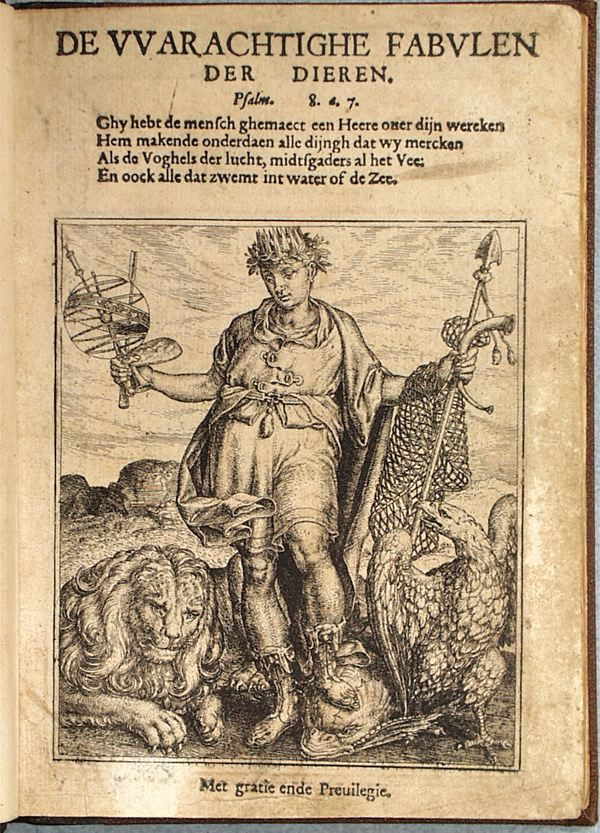
動物を描いた版画集「De warachtighe fabulen der Dieren」(1568)の表紙絵

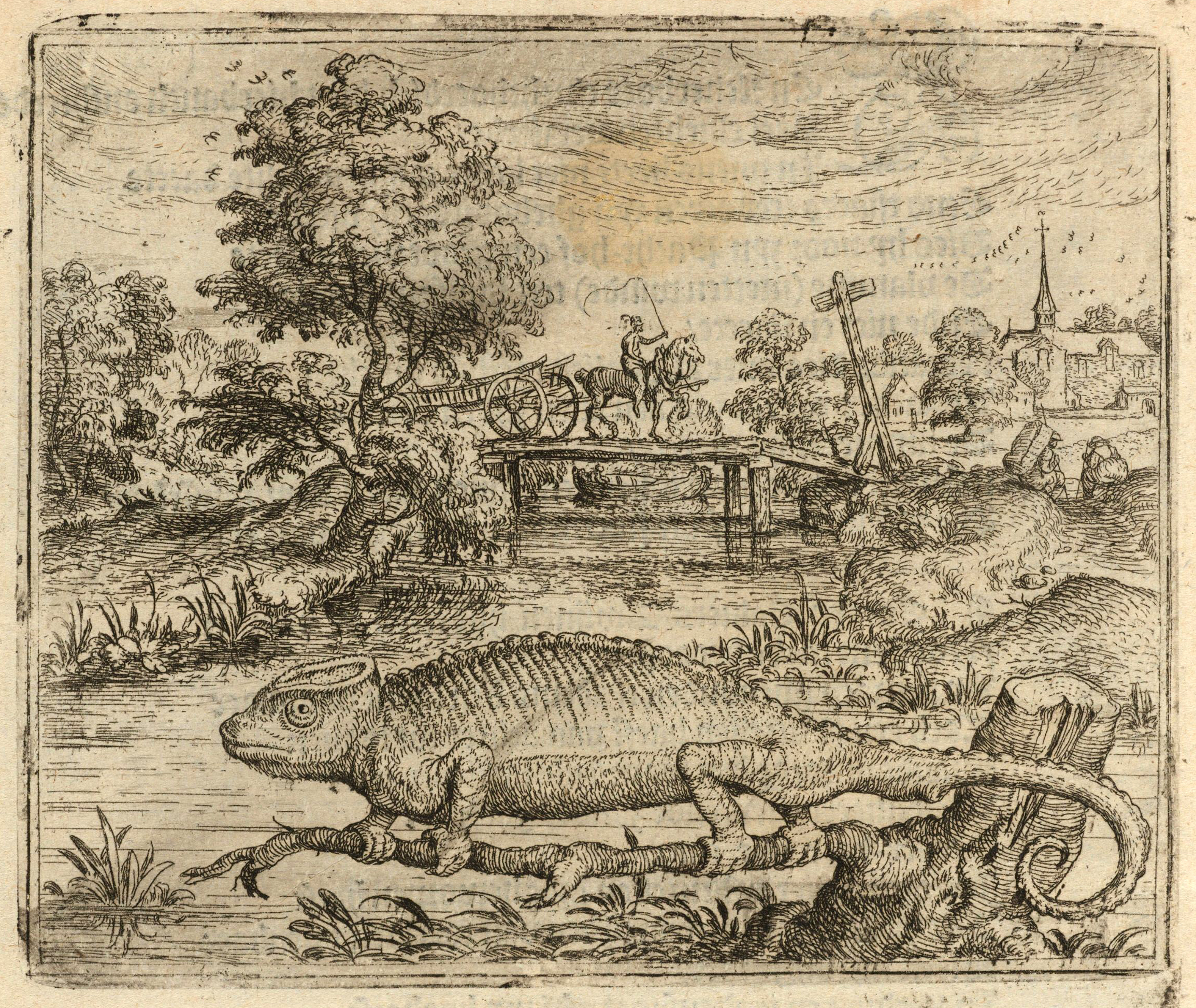
カメレオン
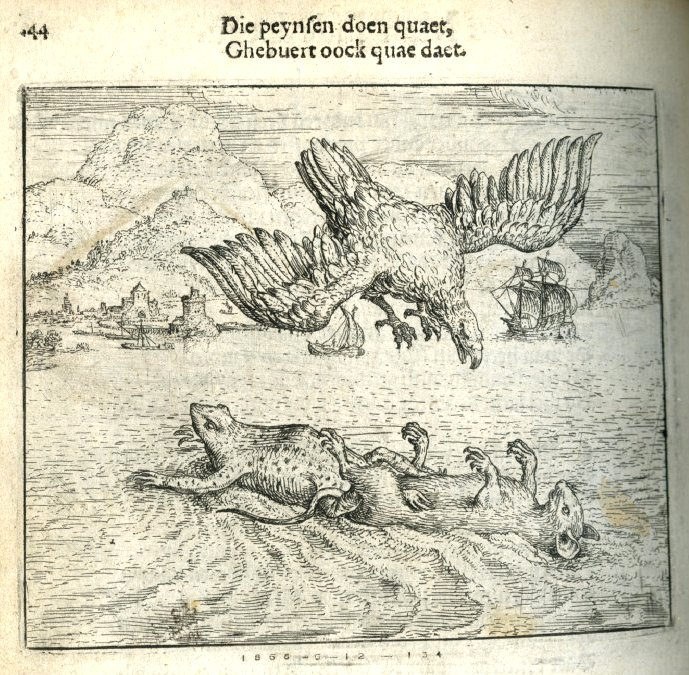
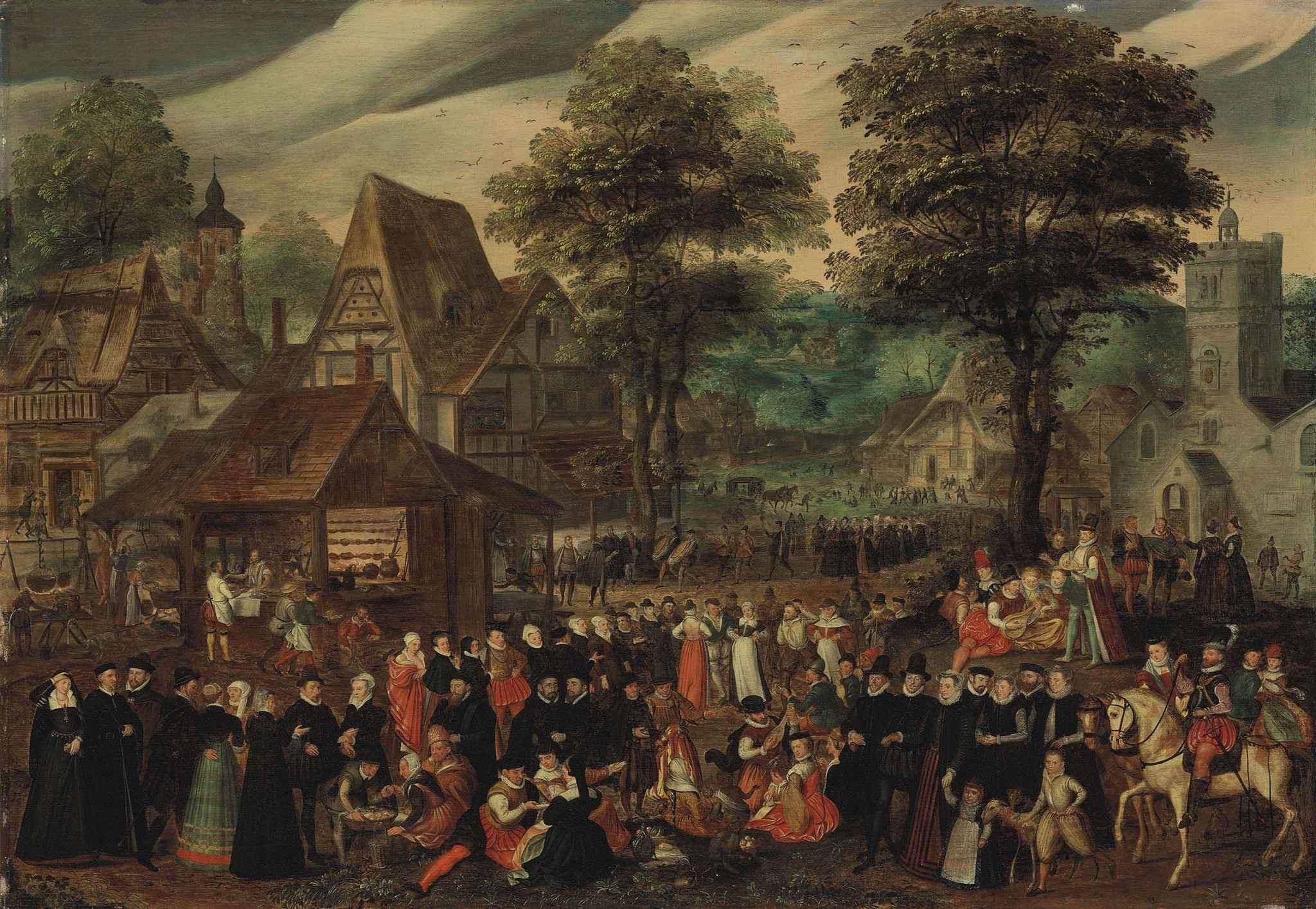
村の祭り